# ایگزکت ساینسز
ایگزکت ساینسز (انگلیسی: Exact Sciences) شرکت تجهیزات پزشکی آمریکایی است، که در سال ۱۹۹۵ تأسیس شد.